# Hans Wilhelm Alt

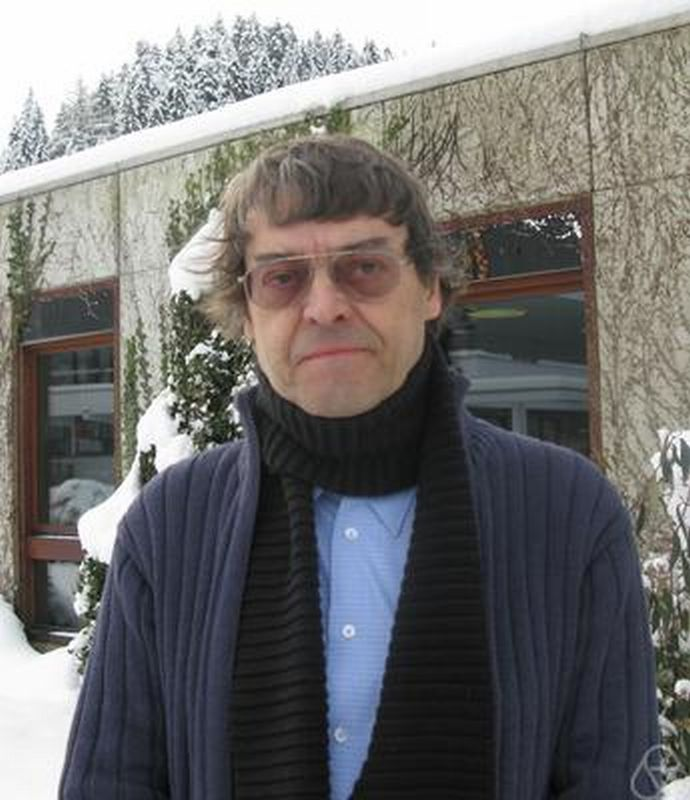
Hans Wilhelm Alt, 2010

Hans Wilhelm Alt (* 1945 in Hilden) ist ein deutscher Mathematiker, der sich mit partiellen Differentialgleichungen und deren Anwendungen beschäftigt.
Alt machte 1965 sein Abitur am renommierten Helmholtz-Gymnasium Hilden. 1971 wurde er an der Georg-August-Universität Göttingen bei Erhard Heinz promoviert (Verzweigungspunkte von H-Flächen).
Er ist Professor am Institut für Angewandte Mathematik der Universität Bonn. 2010 emeritierte er, 2011 wurde er Honorarprofessor an der TU München.
Alt befasste sich insbesondere mit freien Randwertproblemen bei elliptischen und parabolischen partiellen Differentialgleichungen mit Anwendungen in der Mechanik und Thermodynamik, zum Beispiel dem Strahlproblem (wobei die Phasengrenze Flüssigkeit-Luft ein freies Randwertproblem ergibt) oder Ausbreitung von Gasen in porösen Medien. In jüngster Zeit befasste er sich mit der mathematischen Theorie von Phasenübergängen.
Er ist Autor eines Lehrbuchs zur Funktionalanalysis, das auch ins Englische übersetzt wurde.
Zu seinen Doktoranden zählen Harald Garcke (Universität Regensburg) und Barbara Niethammer (Universität Bonn). Sein Bruder ist der Biomathematiker Wolfgang Alt.

## Schriften
- Lineare Funktionalanalysis. Eine anwendungsorientierte Einführung. Springer, Berlin u. a. 1985, ISBN 3-540-15280-6 (6., überarbeitete Auflage. ebenda 2012, ISBN 978-3-642-22260-3, doi:10.1007/978-3-642-22261-0).
- mit Luis A. Caffarelli, Avner Friedman Axially symmetric jet flows. In: Archive for Rational Mechanics and Analysis. Band 81, Nr. 2, 1983, S. 97–149, doi:10.1007/BF00250648
- mit Stephan Luckhaus Quasilinear elliptic-parabolic differential equations. In: Mathematische Zeitschrift. Band 183, 1983, S. 311–341.